# 天然美月
天然 美月（あまね みづき、1999年12月22日 - ）は、日本のAV女優。2021年5月28日までの芸名は天然 かのん（あまね かのん）。Wish所属。

## 来歴
秋田県出身。ラーメン屋と居酒屋バイト掛け持ちするエロかわいいAV女優として、2020年8月、SODクリエイト・キミホレレーベルからデビュー。
「キモメン大好き」を自称しており、これにまつわる作品も多い。芸名は「天然であざとい」ことからデビュー作のプロデューサーが命名。
2021年5月28日、プライムエージェンシーからWishに事務所を移籍。これに伴い芸名を「天然美月」に改名する。
2022年11月7日週、FANZA動画フロアランキング 週間AVランキングにて、出演した『マジックミラー号ハードボイルド 1cm1万円のギリギリディルドチャレンジ! 先っちょだけ…のつもりが極太ディルドに性欲を刺激され思わず膣奥までズボっと挿入！おま○こを押し広げられる人生初の快楽に発情腰ふりそして潮! 潮! 2』が1位を獲得。
2023年7月24日週、FANZA動画フロアランキングにて、出演した『●●大学TENNISサークル合宿旅行VR ～忘れられないひと夏の乱交な YOASOBI 2O23～』（unfinished VR）が1位を記録。

## 人物
初体験は16歳。デビューまでの経験人数は8人（交際相手は3人）。キミホレ時代は作品パッケージカラーがオレンジで統一されていた。「オレンジは私のイメージカラーなんですよ」とのことで、キミホレレーベルを離れてからも好みの色と答えている。また、キミホレ専属時代を当人はオレンジ時代と呼んでいる。
父が見ていた桜樹ルイのAVを見てからAV女優に憧れていた。性の目覚めは小学校低学年。きっかけのひとつに父が愛読していた『ヤングジャンプ』で当時連載されていた『おくさまは女子高生』を挙げている。
実家が水商売関係をしており、祖母、母からは「いつまで経っても女でいなさい」と躾けられてきた。
男性のアナルを舐めるのが好き。
MT車の免許を持っている。
あざとい女性を演じることが多く、企画単体転向以降は女子校生から若人妻まで幅広い役柄を演じる。2021年には映画に初出演。

## 出演作品

### アダルトDVD
- こんなにカワイイのに普通のセックスじゃ興奮しないなんて信じられる? 天然小悪魔ちゃん AV debut　（8月27日、キミホレ）
- 天然小悪魔ちゃん、天然汁まみれ! 全身ヌレヌレでメロメロ連続イキ!（9月24日、キミホレ）
- 大っ好きなキモメンさんといっぱい変態セックスさせて下さい!（10月22日、キミホレ）
- 10発の精子をぶっかけ、ごっくん、ついには初めての生中出し（11月26日、キミホレ）
- 僕は妹と同じ子供部屋で16年間暮らしてます。妹に彼氏ができ嫉妬で初めて中出しした。桃色かぞくVOL.20（11月25日、桃色かぞく）

- 素人美少女とリモコンバイブお散歩 ーSN区編ー 「もう我慢できません…//」人混みの中ビクビク震えてイキまくってしまう女子たち! 人生初の羞恥プレイでまさかのエロスイッチオン! 車移動中も窓全開放で大胆カーオナニー! 最後は近くのスタジオで心行くまで生セックス!（2月12日、赤面女子）
- 新しいお兄ちゃん（48歳）が出てこない 部屋とアソコに毎日突撃。 妹のぬっぷり意地ワル。（2月25日、ダスッ!）
- 中年オヤジに乳首だけで何度も絶頂する早漏体質にさせられた介護人妻（2月25日、マドンナ）
- こざ可愛い彼女の妹のしゅきしゅき密着アタックに理性ブッ飛び家庭教師をしている週3日、彼女に隠れて猿みたいにハメまくった… （2月25日、kawaii*）
- 小悪魔新入社員が僕に超接近色仕掛け! 見た目天然なふりしてあざと可愛い密着囁き淫語で何度も中出しを誘惑（2月25日、本中）
- 半グレキモ集団【個撮】ぶっかけ（2月25日、バビロン/妄想族）
- ひよこ女子のコイキ○グキス、つばたらし、顔面舐めまわし! 『女子校生に顔面食われるほど誘惑されたい!』（2月25日、ひよこ）
- え… 妹ちゃん!? 彼女と間違って即ズボ! 突然のチ○ポに発情して中出しを求め続けられた僕。（3月1日、ワンズファクトリー）
- はじめて彼女ができたので幼なじみとSEXや中出しの練習をする事にした（3月1日、MOODYZ）
- セフレになりがち かのん（3月12日、S級素人）
- 私、実は夫の上司に犯され続けてます…（3月13日、溜池ゴロー）
- 顔出し解禁!! マジックミラー便 2枚組8本番! 路上検証! 男女の友情は成立する!? 友達関係のリアル素人大学生が日本一エロ～い車の中で二人っきり 人生初の真正中出しスペシャル!（3月19日、DEEP'S）
- 女子校生中出し20連発 天然かのん（3月25日、アイエナジー）
- 出世頭とヨイショされ酔わされ…新入社員の絶倫痴女2人にお持ち帰りされ精子枯れ果てるまで挟み撃ち逆3P 天然かのん 木下ひまり（3月25日、kawaii*）
- 最終電車で痴女とまさかの2人きり! J○Ver向かいの座席でパンチラしてくる小悪魔女子○生の誘惑で勃起したらヤられた（3月25日、DANDY）
- 個室J●リフレに潜入→生本番等の裏オプ実態を隠し撮り 制服美少女4人分収録（3月26日、S級素人）
- 【職場でヤレる女】 俺が教育係となった新卒の女の子 セフレ関係になり勤務中に中出しとごっくんさせた性交記録 経理部（22歳） かのんちゃん 天然かのん（4月1日、AKNR）
- 追撃中出し面談 先生の精子とデカチン 私にはもう入りません… 天然かのん（4月13日、ダスッ!）
- 母の再婚相手に妹が犯されているのを見てクズ勃起。 天然かのん（4月13日、MOODYZ）
- 変態整体師に昏睡マッサージされた美少女 天然かのん（5月7日アタッカーズ）
- サエない僕に同情した女子校生の妹に「擦りつけるだけだよ」という約束で素股してもらっていたら互いに気持ち良すぎてマ○コはグッショリ! でヌルッと生挿入!「え!? 入ってる?」でもどうにも止まらなくて中出し! 10（5月7日、アイエナジー）
- マッチング輪姦（5月12日、MERCURY）
- 絶賛発育中のムラムラ美少女女子校生が意中の男性宅の合鍵を入手! あの手この手の小悪魔おねだり性交で締まりのいい膣中に生中出し!（5月13日、SCOOP）
- マスク外してもらってもいいですか?! 街行くマスク美人をガチナンパ! マスクと一緒に変態素人さんの性欲リミッターも外してしまい大乱れ!（5月21日、DOC）
- 甘音（6月11日、素人ホイホイZ）
- おっぱいがエチエチ過ぎる女の子たち S-Cute美少女とホテルでプライベートSEX（9月7日、S-Cute）
- むちむちデカ尻 神ブルマ 天然美月 ロリ美少女やぽっちゃり娘にピチピチブルマ＆体操着を着せ、ハミパン、ムレムレワレメを毛穴まで見えるほどの超ドアップ接写! さらに尻コキ、着衣お漏らし放尿やブルマぶっかけ等ブルマ好きに送る完全着衣フェチAV（9月9日、親父の個撮）
- 日焼け姪っ子姉妹 東條なつ 天然美月（9月24日、TMA）
- 素人女子大生ナンパ! SEX の途中でコンドームポイっ! デカち●ぽ気持ちよすぎて涙目アへ顔お嬢さんに『ピル飲んでよ』イケボで生ハメ交渉。ま●この中にぶっ放した後、アフターピル飲む姿まで完全収録! 2（10月8日、赤面女子）
- パンティフェチ愛好会 美月 天然美月（10月14日、フェチ眼）
- ガチナンパ! さっきまで赤の他人女子の生ハメSEX ヤリまくりイキまくり中出し11発! + 60分増量SP!（10月15日、ナンパーズ）
- 限界突破! 媚薬で引き出す最高潮キメセクFUCK 天然美月（10月16日、MAXING）
- ヤリマンJ系みづきのビッ痴女セックスルーティーン 天然美月（10月19日、ドグマ）
- ブルマ穿いて欲しいんでしょ! この変態さん! どうしてもお兄ちゃんとエッチしたいブラコン女子○生の妹が、兄の隠していたブルマ体操着を発見!! 妹のブルマ体操着姿にフル勃起して、ついに一線を越えて擦りつけハメてしまった!（10月21日、SWITCH）
- 顔で抜く!! 顔面ドアップオナ指示（10月26日、SEX Agent/妄想族）
- 女子●生タダマン白書 002 あざと可愛い少女美月ちゃん (18) オヤジ好き、癒し淫語、アナル舐め好きJ●初出し動画（11月2日、ナンパJAPAN）
- マジックミラー号ハードボイルド 1cm1万円のギリギリディルドチャレンジ! 先っちょだけ…のつもりが極太ディルドに性欲を刺激され思わず膣奥までズボっと挿入! おま○こを押し広げられる人生初の快楽に発情腰ふりそして潮! 潮! 2（11月11日、サディスティックヴィレッジ）
- 小悪魔美少女たちが模擬店でHなコスプレ着て乳首弄りまくって大騒ぎ! チクビっ痴中出し学園祭 白桃はな 松本いちか 堀北わん 天然美月（11月23日、本中）
- ニーハイパンチラ女子○生の幼なじみが、僕に絶対領域やらパンツなどを見せつけてからかってきた! しかも僕のことが昔から好きだったらしく、告白してくるから可愛くてチ○ポ勃起した!（11月25日、SWITCH）
- AVメーカーで働く友達が「今度オマェん家を撮影に使わせてくれない? 有名AV女優にヤリ放題って特典付きだけど」と、そそのかす。 天然美月（12月7日、バルタン）
- 神ヤリマン発掘 「彼は1日3回しかしてくれないの…」純朴なJDは底なしのド淫乱! 瞬イキ全身性感帯早漏マ●コ絶頂90回!! 天然美月（12月7日、山と空/妄想族）
- 日本の逸材 鉄板娘（12月7日、バビロン）
- 精飲受付嬢 どこでも飲みたがる美人ちゃんと露出プレゼンテーション（12月9日、SUN）
- 「気弱な子だと思ったら…」 痴漢したオヤジを死角に連れ込み精子が出なくなるまで説教射精させる痴女子○生 VOL.2（12月23日、DANDY）
- 羞恥 ある日突然男女社員混合 強制OL健康診断 2021 スペシャル 2枚組（12月23日、サディスティックヴィレッジ）
- 痴術廻戦（12月24日、TMA）
- ドコでもいいよ（12月27日、MERCURY）
- ねっちょり絡み合う濃厚な接吻と中出し 天然美月（12月28日、本中）
- 素人ヘアヌード大図鑑～都内勤務看護師編（12月28日、S級素人）

- 名古屋嬢、陥落なるか!? デリヘル嬢生ハメ検証 酒の力で勝利を掴め!!（1月7日、ZAP）
- 私のカラダを求める妹は今日も笑顔でキスを貪る…。 没頭する濃厚接吻、肉欲剥き出し姉妹レズビアン絶頂 天然美月 木下ひまり（1月11日、ビビアン）
- 夜行バスで声も出せずイカされた隙に生ハメされた女はスローピストンの痺れる快感に理性を失い中出しも拒めない 女子○生限定9 痴女っこ化SP（1月13日、ナチュラルハイ）
- 羞恥! 思春期発育状況検査会 2 ～未成年女子学生・第二次性徴の測定と性交実態調査～（1月13日、サディスティックヴィレッジ）
- 明るい変態奥さん 甘えん坊ドMおじさんをビッチ責めして交尾しまくる 天然美月（1月22日、Shark）
- マジックミラー号ハードボイルド東京で修学旅行を楽しむ田舎J○と勝ったらその場でお年玉10万円負けたら即ハメの野球拳勝負! 未成年ウブマンとプリンプリンおっぱい目指してヨヨイのヨイ～♪（1月27日、サディスティックヴィレッジ）
- アナルのシワの数までハッキリわかる! ノーモザイク連続絶頂アナル見せオナニー 8（1月27日、アイエナジー）
- 1分間も我慢出来ない後輩女子のイジワル痴女手コキ 密着サンドイッチ射精管理スペシャル 松本いちか 天然美月（2月1日、kawaii*）
- 超ファック好きWビッチがアナタのお家に乗り込んでザーメン出すまで帰らない 天然美月 久留木玲（2月8日、ROYAL）
- 美脚ルーズソックスGAL制服美少女 Vol.005 完全主観SP（2月8日、BAZOOKA）
- 久しぶりに会った姪っ子は小悪魔痴女っ娘になっていた!!無邪気に抱きついてくる姪っ子。でも成長してかわいくなった姿に大コーフン!なのにオチンチン大きくなった!と跨ってきて…! 神野ひな  天然美月 （2月10日、アイエナジー）[14]
- 影神戦隊セイニンジャー セイニンホワイト 天然美月（2月11日、GIGA）
- 素人女子校生ナンパ セックス覚えたての好奇心旺盛女子が初めての乳首責めに挑戦! 「男の人も乳首感じるんですか?」 悶絶して勃起するM男相手にドS性が開花! 乳首をイジリながら騎乗位で腰を振りまくる!（2月23日、アイエナジー）
- 「オジサン、世界一大好きだよっ!」 密着囁き痴女ってくる僕だけの恋人 天然美月（3月4日、ONE MORE）
- ネズミ講式非道の連鎖! 下校中のお嬢様学校の女子○生! 巻き添えレ●プ 3! 「自分だけ不幸だと明日から学校いけないよね? 嫌いな子をもっと酷い目に合わせちゃいなよ?」と、表面上は仲良しだけど、心の底ではクソ嫌いな’自称親友’を呼び出させ首絞め! 鬼イラマ! イカせる激ピスでエンドレス中出し（3月10日、サディスティックヴィレッジ）
- 欲求不満な痴女子アナと相部屋ラブホテルで仕事終わりにストレス発散SEX 天然美月（3月15日、ゾクゾク娘/妄想族）
- 耐えたら賞金! ダメならデカマラ即ハメ! 未成年女子大生ガニ股顔面騎乗クンニチャレンジ! 敏感なクリの皮を剥かれデロデロに舐められ膣穴に舌を捻じ込まれガックガック絶頂イキ潮噴出しまくり!! 発情10代ナマオメコに、中出し合計11発! 3（3月24日、サディスティックヴィレッジ）
- 清楚系ビッチなメイドカフェ店員が性欲開放! 大好きなコスプレSEXで楽しくオヤジのチ●ポ狩り! 天然美月（3月26日、オイスター海運）
- 素人娘のフェラチオが上手すぎる!! 9（4月1日、OFFICE K’S）
- 寸止めされてイカせてもらえない男の我慢顔が大好きな小悪魔彼女の射精管理日記 天然美月 パンティとチェキ付き（4月12日、犬/妄想族）
- パコ撮り No.49 「エッチなお姉さんになりたい!」と年上おじさんが大好きなJ●に「絶倫なの?」と言われて連続中出し!（4月12日、First Star）
- 新放課後痴女美少女回春リフレクソロジーSpecial 天然美月（4月12日、宇宙企画）
- 喪服未亡人と濃厚性交。Vol.008（4月12日、BAZOOKA）
- 痴漢師に満員電車の中で下着姿にされ見られる羞恥で抵抗できない敏感女 6 ちび女子○生限定SP（4月21日、ナチュラルハイ）
- 女体化した俺は親友に求められるがまま、受け入れて、心も女になっていた。 天然美月（5月10日、ダスッ!）
- ゼロ距離で淫語をこっそり囁いて誘惑!! 誰か来るかもしれない図書室で文系女子に犯され続けたボク 天然美月（5月10日、million）
- 可愛すぎる会社の部下と相部屋ホテルでひたすら朝まで不倫SEXに明け暮れた飲み会終わりの一夜。天然美月（5月10日、宇宙企画）
- セーラー服美少女と完全主観従順性交 Vol.011（5月10日、BAZOOKA）
- 東京パパ活制服美少女生中出し裏バイト Vol.002（5月10日、S級素人）
- 「ねぇ～どこでどんな風にヤッたの? 私たちの体で再現してみて!」 風紀を乱す淫らな行為の数々が耳に入ると取り締まるべく出動するヤリマン風紀委員会（5月10日、Hunter）
- しくまれた媚薬痩身エステ 5施術師が怪しいので警戒していたが、秘かに盛られた媚薬でまんまと快楽堕ち!!（5月12日、LEO）
- 部屋連れ込み隠し撮りSEX そのまま勝手にAV発売 8（5月20日、DOC）
- ヒロインレンジャーズ全滅作戦 ジュエルピンク・セイニンホワイト・ライガドルフィン 若宮穂乃 天然美月 山口香澄（5月27日、GIGA）
- 友だち同士の素人美少女2人が男を犯して狂わせる拘束スイートルーム!? 初めてのハーレム痴女プレイでM男くんいじめ! 身動き取れないデカチンをヌいてヌいてイカせまくる!（6月10日、赤面女子）
- 今からこの大家族全員レイプします 花狩まい もなみ鈴 天然美月 あべみかこ 小早川怜子 天馬ゆい（6月14日、REAL）
- 孕ませ懇願! イクイク早漏敏感妹と排卵日子作り物語Special Vol.001（6月14日、BAZOOKA）
- 就活女子大生セクハラ面接の実態! 「内定の為なら…私なんでもします」 ブラック企業によるパワハラ行為の一部始終大公開! 恥じらいAV出演（6月21日、ゾクゾク娘/妄想族）
- 同人ヒロイン 19 くノ一捜査官 千代刃 天然美月（6月24日、GIGA）
- お試しで私とシませんか? 親友の彼氏をつまみ喰いする小悪魔ビッチ みづき。（6月28日、ROYAL）
- 近親素股プレイでハプニング!! 妹とセックスの練習中に間違ってヌルンと挿入!! 7（7月7日、LEO）
- 羞恥! 新任ナース病棟着任前強制健康診断 研修医の実験台にさせられた私たち 2022 夏（7月7日、ナチュラルハイ）
- とにかく優しい! そしていつも笑顔の現役ナースが挑戦!? 白衣の天使が超全身舐め究極ご奉仕!! 足指舐め太もも舐め乳首舐め顔面舐め… 唾たらし唾のみベロキスしまくり! ふやけるまで全身舐めつくし、カチカチに反り返ったオチ○ポで連続中出し!（7月8日、赤面女子）
- 【完全主観】即尺即ハメOK美少女メイドと排卵日子作りエッチしよっ Vol.005（7月12日、BAZOOKA）
- 『こっそり挿れちゃう?』 休み時間の教室で周囲にバレない様にロングスカートの中で挿入したがるエッチな小悪魔クラスメイト女子! 商業●校に入学したら男女比率1対9! まわりはほぼ女子!! しかもみんな超エッチ!! ボクとはエッチしちゃダメ! 抜け駆けは禁止という約束後あるにも関わらず休み時間中、周囲にバレないようにスカート内でこっそりハメてくる小悪魔女子! しかも中出ししないと終わりません!（7月12日、Hunter）
- 女子に囲まれて男はボクひとり!?の王様ゲーム!! 気が付けば妹のクラスメイトに全裸にされてしまったボクは… 4 百瀬あすか 天然美月 白石かんな 宝川莉子 星名咲良（7月21日、アイエナジー）
- 素人女子大生が高額バイト代につられてヌードデッサンモデルに! マ○コのビラビラまで丁寧に描かれる視姦の羞恥にマ○コはグッショリ! 生で挿入されてイキまくり! 3（7月21日、アイエナジー）
- 俺の素人Z+PLUS 弐号機（7月22日、俺の素人Z+PLUS）
- 「妊娠したくないならこれ飲んでみて」 避妊薬と偽って媚薬を飲ませたら… SNSで拾った家出少女を我が家に連れ込み酔わせて強制中出し! あまりに嫌がるので避妊薬と偽り媚薬を飲ませたらチ○ポを自ら求めるように! もちろん中出しもOK! こんなに中出ししたらきっと妊娠しちゃうかもね…?（7月26日、Hunter）
- 健康診断 2 ～美女4名・変態医師による卑猥診療・乳がん検診・子宮検診・睡眠○～（8月4日、素人39）
- 可哀そうな妹の為にこれでもかと勃起乳首をいじりまくると繰り返し乳首イキする姿が可愛すぎて…。（8月9日、BAZOOKA）
- ノーカットセレクション 新スーパースター降臨 天然美月 8時間BEST（8月9日、宇宙企画）※単体ベスト
- 『泳げる様になりたい!』スク水姿の妹と素股してたら…。水泳の授業が嫌いな妹に泳ぎを教える事になったボク。成長中の胸の膨らみに堪らず勃起して上手く教えられない! 勃起して慌てているボクに気づいた妹は「早くちゃんと教えて、それ（勃起チ○ポ）どうしたら治まるの?」と妹…。ボクは我慢できずにヤラせてほしいというが、「さすがにそれは…」と引く妹に兄妹の関係も終わりだと絶望していたが、あまりの落胆ぶりのボクをみて「じゃあ擦るだけなら…」と提案する妹。（8月9日、Hunter）
- カフェ娘連鎖痴漢 4 営業中の店内でイキ堕ちた言いなり店員を利用する数珠繋ぎ痴漢計画＋あの美少女バイト店員の転職後も数珠繋ぎ 完全撮り下ろしSP（8月11日、ナチュラルハイ）
- 拘束レズレイプ 嫌がるマ○コが愛液まみれになるまでスロー指ピストンでイカされ続けた女（8月11日、ナチュラルハイ）
- 校内円光 放課後学校に侵入して羞恥と快楽に塗れたアオハル不純異性交遊の日々（8月12日、赤面女子）
- シン・ボディジャック PART.2 天然美月 紗々原ゆり 松本流佳 川口あんり 浜辺ことり（8月25日、ROCKET）
- 素人女子校生限定! 狭いお風呂で密着混浴体験してもらえませんか!? 火照る身体! おっぱいポロリ! ウブな女子は恥ずかし過ぎて赤面涙目! あちこち舐めてキレイにしたらそのまま生中出しSEXしちゃいました!（8月25日、アイエナジー）
- 親友の彼女が責め痴女で親友の留守中にアナル開発されてメスイキさせられまくった僕。 天然美月（9月6日、MEGAMI）
- 美女たちの足裏をふやけるまで舐めたい! ルーズソックス編（9月8日、RADIX）
- 「何で勝手に中出しするの?」 「私の精子だから返して!」 日替わりでボクにエッチを求める2人の義妹! 1人に中出しすると… ボクの精子の奪い合いに!（9月13日、Hunter）
- 胸元を強調したり手を握って教師を誘惑する激カワ女子校生は部屋に来たセンセイを乳首責めキスと名器マ●コで口説き落とす!! 視界を埋め尽くすほどの騎乗位でセンセイに溢れるほどのナマ中出しを強制する!!（9月13日、SCOOP）
- クズな教師に狙われた少女達 盗撮、ストーキング、ぶっかけ痴●、強襲レ×プ、校内調教、W完堕ち中出し… 天然美月 天馬ゆい（9月20日、無垢）
- アナルのシワの数までハッキリわかる! ノーモザイク連続絶頂アナル見せオナニー 12（9月22日、アイエナジー）
- 姦染レイプ 逃げるたびに助けてくれた男がレイプ魔と化し増殖する最も不幸な中出し輪姦（9月22日、ナチュラルハイ）
- 天然女子○生ハメスタグラムバカ生徒 & クズ教師 学園生ハメ中出しDIARY（9月23日、赤面女子）
- 素人軟派即パコドキュメンツッ 出没! ナン街ック天国♯004（9月24日、パコちゃん。）
- 『バカ童貞! 中に出てるってば!』『ゴムしてるよ!』『ゴム破れてるよ! ダメ抜いて! 出し過ぎ!』 高速ピストンしたら義妹の膣内でゴムが破れて…。（9月27日、Hunter）
- マン汁お口でお掃除オナニー（10月6日、RADIX）
- 秘密のパンチラスポットでは同じマンションのお姉さんのパンツが丸見え!と思ったらわざと?（10月11日、Hunter）
- 訪問販売に来たお姉さんはおしっこを漏らしそうで限界ギリギリ!! 間に合わなかったお姉さんは人の家で恥辱の大量失禁をして水溜まりが出来ちゃう!! お漏らしに興奮した男に襲われて部屋がビショビショになるほどイカされまくるナマSEX!!（10月11日、SCOOP）
- 悪戯痴女に監禁快楽を刷り込まれる脳イキ・メスイキ・拘束イキ 天然美月（10月18日、M男パラダイス）
- あなたの初ヌード撮らせてください! 素人娘20人の全裸コレクション 2（11月1日、OFFICE K’S）
- 【個人撮影】学生3名 校内盗撮 トイレオナニー含む学校生活30日分→睡眠姦（11月3日、素人39）
- 酔った勢いでレズNTR 彼氏のいるノンケの友達が可愛すぎて… 花狩まい 天然美月 もなみ鈴（11月8日、ビビアン）
- 「童貞君の包茎ち○ぽの皮を剥いて洗ってもらえませんか!?」 親友二人で童貞君と密着混浴! 仲良く一緒にち○ぽを泡洗い! カチカチにズル剥けた童貞ち○ぽに赤面発情! そのまま優しくハーレム筆おろしSEX! 2（11月11日、赤面女子）
- マジックミラー号ハードボイルド 1cm1万円のギリギリディルドチャレンジ! 先っちょだけ…のつもりが極太ディルドに性欲を刺激され思わず膣奥までズボっと挿入! おま○こを押し広げられる人生初の快楽に発情腰ふりそして潮! 潮! 2（11月11日、サディスティックヴィレッジ）
- J○2人組W指マン痴漢 2  友達の近くで愛液が滴るほど感じてしまう汁垂らし娘たち（11月23日、ナチュラルハイ）
- オナニー中毒のいやらしいJ系は嫌い? 天然美月（12月6日、山と空/妄想族）
- 「ここでエッチしたくなっちゃった」 社員が誰もいない昼休みにオフィスで年下幼馴染がまさかのSEX懇願! ボクに忘れ物を届けに来た年下幼馴染。普段ボクのことバカにしているのに初めて見るボクのスーツ姿に欲情! 急にベタベタして来たり、エッチな気分になって「ねぇ、ここでしたくなっちゃった」とボクを誘惑! 社員がいない昼休みに、オフィスでトイレで給湯室でハメまくり!（12月13日、Hunter）
- AV盗み見で発情! 上京して大学から徒歩1分のアパートに一人暮らし! ボクは気が弱く無害だからクラスの女子が1人で『明日早いから泊めて!』とやって来る! 当然、勇気がなくて手が出せないボク。だから、夜中にこっそりAVを見ていたら…。密かにAV盗み見で発情! 興奮状態の女子! さらにボクの勃起チ○ポを見て発情!（12月13日、Hunter）
- 開けすぎじゃない? 妹がノーブラでジップパーカーを着ているのはいいのだが、いくらなんでも開けすぎで胸が気になり過ぎる… しかも無防備に前かがみになるとチクビが見え隠れして思わずガン見でフル勃起! もう我慢の限界で、妹が寝ているすきにジッパーをおろしたら案の定バレて怒られるかと思いきや、実は勃起しているボクに気付いていて密かに発情していた妹は「そんなに気になる」と静かにジッパーを下ろす…（12月13日、Hunter）
- 気づけば大乱交! 大学デビューしたてのウブ女子大生たちの中に隠れヤリマンが1人! そんなヤリマン女子のペースに巻き込まれたウブ女子大生たちは… ウブ女子を淫乱に変えるヤリマンの驚異的感染力! 大学生になったら周りに引かれないように大人しくするつもりだったのに、お酒が入った途端スイッチオン! 家飲みで始まったソフトな感じの王様ゲームが、最初からフルスロットル! 一緒に来ていた恥ずかしがり屋の女子も、彼氏がいるガードが固い女子も、ヤリマン台風に巻き込まれ、気づけば大乱交!（12月13日、Hunter）
- 寮内の女子となら誰とでもヤリまくり! ヤリモク学生寮「今日どうする？エッチする?」「やっほー、SEXしに来たよー!」可愛い女の子とえちえちしたい!（12月13日、Hunter）
- 僕を好きすぎる幼なじみ3人にチ○ポを奪い合われるハーレムご近所生活 松本いちか 倉本すみれ 天然美月（12月20日、MOODYZ）
- 女子●生図鑑 新・青い制服編（12月23日、赤面女子）

- マッチングアプリで真剣な出会いを求めるシロート美女に「便所でサクッと手コキしてくれませんか?」即金チラつかせ交渉イヤイヤチ●ポ握るも…目前の巨チンに生唾ごくり汗ばみ発情!! ラブホで腰フリまくりイキまくり生セックス!!（1月3日、FunCity/妄想族）
- リフレ神話 ヌキ無しお触り禁止のJ○リフレ店に在籍する予約1か月待ちの聖天使たちの射精無制限生挿入中出し裏オプションを完全盗撮（1月5日、素人39）
- 「もっと触れよ! …いやもっと触ってください…」男勝りのガテン系姉は実は超絶敏感チクビ! ちょっとでも触ったら即メス化! 全く女子力がない姉がノーブラタンクトップでいるものだからチクビが浮き出てて思わずガン見! 姉の勃起チクビが気になりすぎて我慢出来ずに触ったら姉のアソコは爆濡れ爆イキ状態!!（1月10日、Hunter）
- パンツごと挿入発射!「パンツの上からだったらおち○ちん挿れてもいいよ!」「本当に挿れていいの?」「パンツの上からだからね!」童貞が原因でいじめられて不登校! そんなボクを精一杯慰めてくれる超優しい幼馴染みのパンツ越しに挿入!（1月24日、Hunter）
- 美女聖水飲ませ ～完全主観Ver～（1月24日、犬/妄想族）
- 素人トーキョー No.12 円光女子校生に生ハメ中出し!（1月24日、素人トーキョーH.S./妄想族）
- 【職場でヤレる女】 俺が教育係となった新卒の女の子 セフレ関係になり勤務中に中出しとごっくんさせた性交記録 経理部（22歳） かのんちゃん（1月26日、AKNR）
- ねんいち 盗撮バレ・完全アウトからの神展開 睨まれ蔑まれオワコンからの天使様! ～日替わりP・ダブルF・4Pへと覚醒～（2月2日、素人39）
- 粘着ストーカーMの援●交際・昏睡姦記録 青9・10（2月2日、蜃気楼）
- 顔出し解禁!! マジックミラー便 都内有数の名門大学に通う高学歴女子大生 初めての乳首イキ編 6人全員乳首こねくり回しSEXスペシャル!! （2月21日、DEEP'S）

性感開発でクリトリスよりも敏感になった乳首をイジられたインテリ女子大生はデカチンが欲しくてたまらない! 挿入中もずーっと乳首イジリ!!（2月21日、DEEP'S）
- 媚薬入り睡眠薬で昏睡状態の美少女たちに夜這い中出し!! Vol.7（2月23日、親父の個撮）
- 「これで勃つなんてマジでキモイんだけど!w」 踏みつけられても勃ち上がるボクのチ○ポにクラスのミニスカ女子が発情して…! クラスの女子に家を溜まり場にされているボク。しかも体を踏みつけてストレス発散!? もう心も体も限界です… だって刺激が強すぎて勃起がおさまらない! 何度踏まれても萎えないボクの雑草チ○ポに女子たちもムラムラが隠し切れなくなって…!?（2月28日、Hunter）
- 「今さら出てけなんて… 三日も一緒にいるんだよ?」「えっ!? 三日も?」「エッチなことしてもいいから… ダメ?」 寂しがりやの女子がいつの間にかボクと同棲生活!（2月28日、Hunter）
- 気弱な美人エステティシャンのアソコに紙パンツからハミ出した勃起チ○ポをパンティ越しにグリグリ押し当てて欲しがるまで焦らしたら、ヤレるのか? クリトリスを刺激する亀頭の感触にじんわり染み出す愛液…（2月28日、Hunter）
- 闇落ちコスプレ撮影会 昏睡モデルバイト 被害者・アイドルを夢見るJ〇4名（3月2日、素人39）
- 顔面接吻 ～ベロで顔を犯される～ 病院内で接吻ハラスメントされヨダレまみれのCRAZY KISSで求め合う看護師（3月9日、AKNR）
- 大乱交合コン開催! 陽キャ美少女ビッチvsイケメン! 本能のまま、家中で精子とマン汁果てるまで生パコしまくり! 学内でも屈指の一軍JD2人組! 4（3月10日、赤面女子）
- 生意気な新卒後輩と終電を逃して相部屋レズビアン 希代あみ 天然美月（3月14日、ビビアン）
- 「えっ!? コレが演習!?」 看護専門学校に入学したら男はボク1人!? 校内演習は胸やお尻が無防備に見えるし触られるから当然フル勃起!（3月28日、Hunter）
- 卒業アルバムからかつての同級生を勝手にデリヘル指名できちゃう嘘の様な夢の世界!（4月11日、Hunter）
- 羞恥特化 僕を困らせるあざと可愛い年下痴女子 天然美月（4月18日、山と空/妄想族）
- ★モニタリング★検証企画 パンツ見せすら恥ずかしがっていた制服J系が未使用マ●コを執拗に弄ばれてピクピク敏感に感じてしまいガニ股顔面騎乗クンニで腰振りアクメ失禁! 本物チ●ポを懇願するグチョ濡れ10代マ●コに生ハメ中出し!! 180分J系4名収録（4月18日、FunCity/妄想族）
- 素人ヘアヌード大図鑑～都内大学病院勤務新人看護師編（4月25日、S級素人）
- 「ワケあって姉の性欲を満たしています」 キスして… おっぱい舐めて… エスカレートしてくる姉の性欲! 遂に『ちょっと挿れるだけ』親には絶対に言えない禁断の性生活!（5月23日、Hunter）
- バブみ全開! とってもかわいい保育士5名が童貞君の筆おろしに挑戦!? おっぱいチューチュー吸わせておチ●ポをよちよち甘やかし 母性溢れる授乳手コキで勃起した童貞チ●ポをそのまま5人の生マ●コにぬぷっ! ハーレム筆おろし連続中出しセックス!!（5月26日、赤面女子）
- 南麻布某高級メンズエステ盗撮 交渉不要マルチアングル中出し基盤4名（5月30日、ナンパJAPAN）
- 予約半年待ちリピ率100% 某メンズエステ店 密室 × 密着 イキ過ぎた禁断サービス 13 ～とろふわホイップ泡洗体編～（6月2日、DOC）
- 聖水ハーレム美少女 体液グッチョリおしっこビチャビチャかけられ何度も射精させられたい! 天馬ゆい 天然美月 冬愛ことね 沙月恵奈（6月6日、MOODYZ）
- 顔出しMM号 仲良し女友達限定 ザ・マジックミラー 女子大生2人組が「童貞筆おろし脱出ゲーム」に挑戦! 2  恥じらいながらも我慢汁ダラダラの童貞チ○ポに興奮しちゃったJD2人のチ○ポ奪いあいハーレム3P! 最後はW生中出し!（6月6日、DEEP'S）
- 入院生活が長すぎて無防備な新人ナースのぱつぱつスケパン尻で毎日勃起してしまう僕 3（6月15日、LEO）
- 変態Mパパを濃厚メスイキさせる天然小悪魔なパパ活痴女 天然美月（6月27日、MEGAMI）
- 禁断介護 天然美月（6月27日、グローリークエスト）
- ウブで可愛い女子校生の皆さま! 「童貞君の早漏の悩みを解決してもらえませんか?」 好奇心旺盛な女子校生が早漏すぎる童貞君にキュンキュンしちゃって生中出し筆おろし! 2（7月6日、アイエナジー）
- 清拭中にチクビを触られビクンビクン感じたら看護師がまさかの痴女開眼で僕の乳首をコリコリ! レロレロ!! ちゅぱぱぱぱ!!! VOL.3（7月6日、DANDY）
- ど田舎に転校したら同級生は全員女子 都会から来たボクにまさかのモテ期!? セックスしか娯楽がなく『東京チ○ポ』とアダ名を付けられたボクの家に放課後ダラダラたむろする田舎娘との夢のヤリチン生活（7月11日、SCOOP）
- 強制的に女の子の恰好にさせられてビンカン乳首もアナルマ○コも悪戯されて犯される話。 天然美月（7月18日、M男パラダイス）
- How to 口説き 観たら【絶対】お持ち帰りSEXが出来る教科書AV ～制服美少女編～（7月28日、赤面女子）
- PEAチャンネル 4 マッチングアプリで出会った男と1分でホテルに行くことは出来るのか!? 怪しいネットワークビジネスの勧誘でも枕営業で契約出来るのか!?（8月15日、PEATUBE）
- 激カワ原液J● お寝んねパコパコわーくまん（8月15日、DARKMAN）
- 素人ヘアヌード大図鑑～御宿のビキニ美少女編（8月22日、S級素人）
- 通学電車で敏感乳首痴漢 恥ずかしくて声も出せない状況で溢れ出す愛液を止められない気弱な敏感娘（8月22日、BAZOOKA）
- 10代ウブ美少女女子校生限定! 1人じゃイケない男性とドキドキ相互オナニー鑑賞してみませんか? 見つめ合いオナニーで感じすぎちゃったマ○コに生ハメ中出し!（9月7日、アイエナジー）
- 初々しいリクルートスーツの就活女子大生の皆さんww 青空の下で脳がトロける超濃密ベロキス体験してみませんか? 舌を絡ませる糸引き涎ダラダラ公開ディープキスで高まっちゃって!? とにかくキスキスキス生々しい接吻中出しSEXww（9月8日、赤面女子）
- 通学路線から自宅まで追いかけ回して痴○眠○ナマ中出し【完全盗撮】 (パンチラ盗撮・痴○レ×プ・自宅侵入・昏●パーツ接写・半覚醒夜×い)（10月3日、変態紳士倶楽部）
- 素人ナンパバラエティ Summer Quiz Vacation! 賞金総額100万円! 美Bodyビキニギャルがバイブをズボズボ抜き差しされながら挑戦する & 淫語クイズチャレンジ! 誤解答なら即デカチン生ハメ! ナマ中出しも夏だからまいっかー♡（10月12日、サディスティックヴィレッジ）
- マジックミラー号ハードボイルド ココナッツ香る 夏ギャルが挑戦する手コキ射精チャレンジ! 遅漏すぎデカチンを15分以内にどっぴゅん発射できたら賞金15万円! 「ギン勃ちで熱くてドクドク…照」と赤面した素人ビキニ娘は、覚醒デカマラの連続中出しも受け入れてしまうのか!（10月12日、サディスティックヴィレッジ）
- 恥じらい素人娘限定! 聖水チャレンジ!! 人生初のおしっこ飲ませ & 飲尿クンニで大量お漏らし 尿臭オマ○コの匂いと味を舌になすりつけて小便ぶちまけ連続中出しSEX（10月13日、赤面女子）
- 『これ見ても私たちとエッチしたいと思わないの? 本当は我慢してるんでしょう?』 ボクとエッチしたがる超絶可愛い清楚系ヤリマンビッチの幼馴染たちが露骨に誘惑してきた! 2（10月24日、Hunter）
- 水端あさみ レズ解禁 ～百合の彼方へ～ 水端あさみ 天然美月（10月26日、アイエナジー）
- 清楚系エロギャップ最強説! 坂道系美少女と全力SEX（10月27日、MBM）
- ドSの厨二病エロ配信者にドマゾ体質を見抜かれライブ配信調教レズビアン 本田瞳 天然美月（10月31日、ビビアン）
- モデルレッスン生 ～特別わいせつ講座～ 狙われた無知な美少女 4名（11月10日、ハラスメント）
- オヤジ狩りJ〇 ～暇を持て余した女子○生の新しい遊び～（11月14日、Hunter）
- 乳首もチ○コも攻められたい! 素人M男くんの願望を叶える甘サド痴女娘!! 天然美月（11月20日、プラネットプラス/七狗留）
- アナルのシワの数までハッキリわかる! ノーモザイク連続絶頂アナル見せオナニー 20（11月23日、アイエナジー）
- 地方局人事の非コンプラ行為 女子アナ志望リクスー就活生おやすみ生刺し喰い 2（11月24日、ハラスメント）
- 『バレずにイケる?』 教室でスカート内ちょいハメSEX! エッチな女子〇生の間で流行ってます! 教室で小悪魔女子による休み時間 & 放課後の危険な遊びスカート内ちょいハメSEX! 先生にバレずにイケる??（11月28日、Hunter）
- 田舎美少女2人に上から下まで身体の隅々までべろべろアナル舐められ玩具にされるW痴女ハーレム 天然美月 姫野らん（12月5日、グローリークエスト）
- オトコの娘 レズビアン中毒 ～巨根オトコの娘 × 小悪魔美少女 ちびとり 天然美月（12月5日、U&K）
- 青チェ女子 vs. 赤チェ女子 小悪魔J〇挑発＆オナニーサポート 千石もなか 天然美月（12月12日、アロマ企画）
- 先生と私 裏チャンネル ～ペニバン美少女オス化計画～ 紗々原ゆり 天然美月（12月19日、U&K）
- アナルのシワの数までハッキリわかる! ノーモザイク連続絶頂アナル見せオナニー 21（12月21日、アイエナジー）

- クラスの女子に性的イジメを受けた僕。気づいたら脳が蕩けるハーレム状態に 朝日りん 天然美月（1月9日、BALTAN）
- 突然襲われ、快感を植え付けられたむっつり巨乳の文学少女。 ～卑猥な文章を読み続け熱くなったカラダをおかしくなるまで舐め犯される～ 星乃夏月 天然美月（1月9日、ビビアン）
- 父への愛がヤバすぎて止まらない!? ニーハイ娘の中出し誘惑 天然美月（1月20日、プラネットプラス/アンビバレンツ）
- もうM男以外愛せない! イカせてもらえない男の哀願ヅラが大好物なアザカワ女子●生 天然美月（1月23日、犬/妄想族）
- ダッチワイフなりきり風俗で働き始めた幼馴染の練習に付き合ったら無反応を装えずに漏れ出た喘ぎ声にたまらず生ハメ激ピストン! 子宮の奥を突かれ決壊した潮射イキま○こに中出ししまくった。 天然美月（2月6日、LUNATICS）
- 【自撮り】どこでもオナ2 10人（巨乳多め） 男子トイレ・雑居ビル階段など（2月27日、S級素人）
- 女子校生のザーメンぶっかけられオナニー（3月1日、OFFICE K’S）
- フェラチオのお仕事にやってきた素人娘に予告なしの突然口内発射 (6)（3月1日、OFFICE K’S）
- PREMIUM LESBIAN FUCK 説明無用、男不要。ひたすら夢中になって没頭するレズセックス。 倉本すみれ 天然美月（3月12日、ビビアン）
- フルバックパンティ着衣尻の尻肉にチ〇ポを挟み尻圧で射精をする悦び（3月12日、アロマ企画）
- 3年C組の文化祭の模擬店は時間停止カフェ 2 いつでもストップ! いつでもセクハラできる時間停止カフェはパンチラ見てもおっぱい触ってもキスしても許されちゃう! 当然、エッチなこと何でも許されちゃうという事は…（3月12日、Hunter）
- 一夜レズ ～初めてのレズは酒の勢いで～（3月19日、U&K）
- アナルのシワの数までハッキリわかる! ノーモザイク連続絶頂アナル見せオナニー 24（3月20日、アイエナジー）
- 友達の前でどこまでエッチなことできますか? Episode6 feat.FALENOTUBE（3月20日、FALENO TUBE）
- 『バカ童貞！中に出てるじゃん！！』高速ピストンしたらゴムが膣内破裂で義妹に大量中出し！！天然美月（4月20日、Hunter）
- 久しぶりに会った姪っ子は小悪魔痴女っ娘になっていた！！ 無邪気に抱きついてくる姪っ子。でも成長してかわいくなった姿に大コーフン！なのにオチンチン大きくなった！と跨ってきて…！天然美月（5月24日、アイエナジー）
- 天然美月の『癒し癒されセクシーサロンマッサージ』＋秘密の面接ハメ収録！（8月8日、マンゴー将軍/妄想族）

- 『えっ！？マジ？？踏まれてるのに勃起してんの？』クラスのミニスカ女子に股間を踏みつけられても勃起してしまい… 天然美月（12月14日、HHHグループ）

- 相坂すみれ レズ解禁 ～カフェのバイトでほろ苦い初体験～（4月24日、アイエナジー）
- 先生と私 ～レオタード女生徒と体育倉庫でレズレッスン～（5月6日、U＆K）
- 百合妄想していた女子たちの間にまさか私が挟まれるなんて… 推しカップルにW小悪魔挟み撃ちで悶絶レズイキさせられる妄想レズハーレム 赤名いと 天然美月 ゆめ莉りか（6月10日、ビビアン）

### アダルトVR
- 初VR! 天然かのん 長尺165分! おじちゃんのチ○ポを弄ぶのが大好きな変態小悪魔にあざとくじっくり痴女られる3シチュエーション2SEX!!（1月11日、SODクリエイト）
- 「先輩、私のこと… 好きでしょ!」 こざ可愛いバイト先の後輩にハニーボイス囁き挑発されて…ハートもチ●ポも奮い立つ密着イチャイチャ誘惑えっちっち（2月25日、kawaii*）
- アイドルの彼女とマネージャーの僕の禁断恋愛 ～朝起きて眠るまで四六時中イチャイチャしていたい～ 天然美月（10月29日、CASANOVA）
- フェラ顔でヌキたい人へ（11月1日、KMPVR）※オムニバス作品
- すっぴん顔面特化VR（11月1日、KMPVR）※オムニバス作品
- 舐め特化VR（12月1日、KMPVR）※オムニバス作品
- 発育途中の姪っ子が田舎にやってきてお家プールで遊ぶ無防備スク水姿がたまらない…  顔は子供、心は大人、カラダは成長中! スク水姪っ子達がおもしろがってボクのち○ぽに新品マ○コを交互挿入! たまらず中出し 永瀬ゆい 天然美月（12月17日、ワンズファクトリー）
- 一緒にオナニーしよ? 二人でした方が気持ちいいよね!（12月18日、KMPVR）※オムニバス作品
- VR痴術廻戦 さつき芽衣 三尾めぐ 天然美月（12月24日、TMA）

- 特殊能力（テレパシー）を手に入れた女性向け風俗のキャストになれるVR 女性向け風俗に初めて来たお客さんの口には出して言えないどスケベな心の声が聞こえてくるので、お望み通りに裏オプ生中出し 「裏オプのナマSEXありますか?」なんて… 天然美月（3月1日、本中）
- 触れるたびに何度も絶頂イキを繰り返す妹みづきの秘密 天然美月（3月31日、SPICY VR）
- 「キミが噂のチンポ君!?」 公衆トイレ逆痴漢  ～ネットでJ●に噂の性欲処理係は僕!?～（3月31日、TMA）
- 【鼻と耳で感じるクンクンVR VOL.2】 匂いで感じる、密着セックス 天然美月（4月1日、ちんちんVR）
- やたらとボディタッチが過ぎる僕の家庭教師は今日もハレンチ個別指導 天然美月（4月23日、KMPVR）
- 見られたい美月ちゃん「メイクさんお願い私のオナニー見てて…?」 メイク部屋で秘密のぐしょマン性交 天然美月（10月8日、KMPVR）
- KMP20周年記念!! ヤリマン学園★ すぐイッたらダメだからね★ ～臨時教員として採用された僕に襲いかかるエキサイティングな1ヶ月間～ さつき芽衣 沙月恵奈 天然美月 渚みつき（10月20日、KMPVR-彩-）
- S-Cute VRフェラチオコレクション あの手この手で絞り尽くすスケベ美少女に口内発射8連発!（11月2日、S-Cute）

- 復讐催眠 裏切りVer. いじめられっ子のことねちゃんと僕がいじめっ子に催眠術をかけて従順ペットにする話 冬愛ことね 天然美月 天馬ゆい（1月13日、ナチュラルハイ）
- 渋谷で逆ナン! 性欲最強GAL達が僕を車内へ連れこみ、全身をむさぼってくる!! 密室の車内で美肌から滴る汗! W密着舐めに興奮MAXでザーメン絞り取られる僕! 伊東める 天然美月（1月26日、SODクリエイト）
- 〈バイノーラルで聴覚刺激! 多人数罵倒足コキ!〉 ‘続・女子○生寮の管理人（下僕人）の僕は、寮生の足コキおもちゃにされてます!’【現在進行形で寮などで罵倒され、足でチ○コをイジメられてるけどやっぱり快感すぎて、僕にとってはこの上ないご褒美でしかないです!（3月6日、SODクリエイト）
- 美月ちゃんとサウナデート! サ室、水風呂、ベッドの上でも癒される本格サウナ体験!’ととのった～’ 天然美月（6月19日、SODクリエイト）
- 犬になったらかわいい女の子に拾われた。（8月10日、SODクリエイト）
- 【お試し8K】フェザータッチ愛撫VR 天然美月（8月25日、AQUA）
- きつねコスダンスで人気のチアガール2人に囲まれ励まし淫語としっぽ振り乱し交尾で獣のように発情する姿に興奮MAX何度も生中出し延長戦（9月30日、アリスJAPAN）
- ず～っと至近距離で見られながら耳舐めASMR & 囁き淫語でオナニー指示される顔面特化JOI（9月30日、アリスJAPAN）
- 立場逆転 リクルート女子の性欲発散道具 天然美月（10月6日、KMPVR）
- 一緒にオナニーしながらオナ指示VR（10月13日、AQUA）
- はしたなく動くベロ、グチョグチョの膣内、ボクに甘々なカノジョが豹変 飲み会に行った彼女が酔っぱらって帰宅。発情期の獣のようにねぶり回された夜。天然美月（10月24日、KMPVR）

- 【VR】ココが噂のヤリマン学園～臨時教員として採用された僕に襲いかかる生徒たち～ 絶品連続おしゃぶり誘惑テスト さつき芽衣 沙月恵奈 天然美月 渚みつき（7月3日、KMPVR-彩-）

### アダルト動画配信
- かのん（1月8日、「イマジン」）
- かのん (orec689)（2月11日、俺の素人）
- 【無自覚な小悪魔美少女 / メイド服×ハメ撮り / 中出し & 顔射】 ロリ系の萌えボイス × 上目遣いでナチュラルに男を翻弄するめちゃかわガールズバー店員!! 見た目も性格もパーフェクトな清楚系JDだけど、実はエッチなことで頭がいっぱいな●内ピンクちゃん!! 大好きなチ○コをねっとりジュボジュボと丁寧に舐め舐め!! 色素の薄いピンク乳首とプリプリの白桃尻、透き通るようなマ○コがエロォォ!! 乱れ乱れのイクイク絶頂が止まらない!! ガチ美少女の「顔に出して…」の破壊力は想像以上ww中出し + お望み通り顔全体に大量ぶっかけ!! かのん 21歳 早○○大学法学部 (ガールズバーでバイト)（2月26日、街角シロウトナンパ）
- 経験人数3桁超え! 清楚な顔してヤリマンの色白美美美ボディー女子をガン突き! 男を食い漁るプロフェショナル美マ○コに中出し2連発!! 【マスク外してもらってイイですか? 1人目】 カノンさん / 22歳 / 脱毛サロン勤務の清楚系肉食女子（3月5日、ナンパdeハメハメ）
- かのんさん (ore767)（3月11日、俺の素人）
- かのん 2 (orec727)（3月12日、俺の素人）
- 【性器の神対応】現役清楚系アイドルなのにハメ撮りSEX大好きな性欲強めの変態ちゃん♪ 溢れる透明感と性欲。二律背反したものが融合した結果とんでもない性獣爆誕! ヤバイキ2連続中出し!! 【しろうとハメ撮り＃かのん＃20歳＃現役アイドル】（4月8日、MOON FORCE）
- 【ずっと好きだった子で童貞喪失】 これぞ男の夢! 憧れのあの子に乗っかられて初セックスで2回中出し!!! なおみちゃん / 20歳 / 高校時代からモテモテだった女子大生（4月9日、しろうとまんまん）
- 【兄を性●●にする妹とハメ撮り】毎日のように僕の身体を弄ぶ妹に今日もオモチャにされ… 自宅で3回中出し!!! かのんちゃん / 20歳 /スタイル抜群な躰で攻撃してくる悪魔的な女神（4月23日、しろうとまんまん）
- かのんちゃ (tnnn004)（5月10日、天然）
- かのんちゃん (gerk372)（5月13日、ゲリラ）
- 甘音（6月11日、素人ホイホイZ）
- 【爆エロボディ × 激かわエロ神×生ハメ4連発】金! 金! 金! おめでとうニッポン!! こちらのエロリンピックも盛り上がっております!! 顔で金!! 絶頂でも金!! 怒涛のゴールドラッシュ!! 金メダル確定の激熱ギャル大暴れ!! このエロさ国民栄誉賞!!! 「次回予告「がんばれニッポン! 負けるなJAPAN」【ギャルしべ長者 57人目 りなっち】（7月31日、Jackson）
- バニーみずき (orec858)（8月18日、俺の素人-Z-）
- かのん (scute1132)（8月24日、S-Cute）
- ミツキ (hhsi012)（9月9日、えちえち素人）
- 【個人撮影】みづきちゃん/22歳/彼氏に極秘オファー→カップルY●uTuberのテイで日光デートVlog撮影→そのまま露天風呂で濃厚SEX【彼女に内緒で発売】（9月17日、VLog Diary）
- 【エチョナGAL】【水着DE神スタイル】【性的自粛解禁の2搾精】顔良しノリ良しスタイルよし!! まさに最エロGALとの夏の思い出!! 海は自粛でラブホで大暴れ!! 生チン熱烈歓迎のドスケベ締まり名器マンに感涙!! そして百戦錬磨のビッチセクテクで骨も精子も抜かれまくりの夏…最高の夏…!! / ラブホドキュメンタリー休憩2時間 117 水着ハメ撮りで海じゃないのにびしょ濡れ美少女の淫乱性交!! 夏の思い出エチエチ2中出し!! / あまね 21歳（9月17日、プレステージプレミアム）
- みっちゃん (erk009)（10月5日、素人ホイホイ）
- みづき (orec893)（10月8日、俺の素人-Z-）
- アザとエロくてビッチ可愛い腰使いの女神（10月14日、E★ナンパDX）
- マジ軟派、初撮。1709 みつき 21歳 脱毛サロンスタッフ マスク外しても激かわ! 色白でスレンダー美脚! パンツを脱がせばスベスベ桃尻! SNSでワンチャン狙いの肉食ギャルが膣奥突かれてキャンキャン喘ぐ!（10月30日、ナンパTV）
- みづきちゃん (spay011)（11月3日、素人ペイペイ）
- みづき (svmm056)（11月3日、マジックミラー号ハードボイルド）
- 【ほぼ、天使。】【可愛い顔して小悪魔】【スベモチピチピチ雪肌】【ピンク乳首のパーフェクトBODY】【顔面偏差値75銀座ホステス】【耳イキしちゃうアニメ声】可愛い! 可愛い過ぎる! ほぼ天使降臨! 可愛い顔して銀座でブイブイ言わす小悪魔ちゃん! パーフェクトBODYにパーフェクト顔面! アニメ声と本気イキのマリアージュであなたも耳イキしちゃいう事間違いなし!! しろうとちゃん。♯018 ほぼ天使美少女あまねちゃん (21) アニメ声銀座ホステス（11月19日、はめちゃん。）

- みずきさん (zoct044)（1月10日、ゾクゾクタイム）
- 天然（1月23日、素人盗撮倶楽部）
- ミズキ（2月14日、＃職業女子）
- M75ちゃん（1月21日、蜃気楼）
- ラグジュTV 1512 麻里 28歳 美容部員 彼氏とのセックスに満足できず、プロの方と…」大人可愛いルックスとは裏腹に性的好奇心は旺盛! 小悪魔のような表情を浮かべながら嬉しそうに男の体を味わい、今までとは一味違う刺激に喘ぎ乱れる!（1月21日、ラグジュTV）
- みずきさん (oretd921)（2月24日、俺の素人）
- みつき（2月25日、アイドリ）
- 【超美少女】【アイドル級】みつきちゃん登場! 彼女の応募理由は『彼氏に対しての当て付けw』彼氏がかまってくれないので自分アピールにAV撮影! こんなエロい私を見て～w【色白美肌】【イチャラブ】なんでもかんでも可愛すぎる! 一発即死のピュアな瞳にピチピチ純白すべすべボディ! 無邪気にチンポをしゃぶり顔をくしゃくしゃにイキまくる! 恋人気分なイチャイチャラブラブSEXを見逃すな!（3月8日、ARA）
- みなみ（3月11日、ION デートNOW!!）
- 現役JDと1年ぶりのP活。垢抜けた美少女に連続中出し（3月13日、インディ）
- みずき（3月21日、素人参加バラエティ）
- 雨宮有紀（3月31日、東京恋人）
- 美月さん（4月10日、ゾクゾクタイム）
- 【天使な、小悪魔。耳まで気持ちイイッ萌え声&神エロテクで昇天必死! 中4出し3連発!】NOTマスク美人のアイドル級フェイス! 顔に似合わず超ビッチ彼氏とセフレで日替わりセックス! 文句なしのスベスベ美脚BODY! 可愛い声で何度も鳴きまくる敏感体質! 「もっと激しくシテ欲しいィ」ローターチ○ポ無双で極限までイカせる! 腰クネ痙攣ファック!!! Angel or Prettydevil【なまハメT☆kTok Report.45】 みつき 20歳 専門学生 (声優のたまご)（5月15日、DOC）
- 【顔がいい! アイドル級保育士!】【ま○こがいい！デロデロ中出し4発!】【体がいい! ピンク乳首えろプリ尻!】現役保育士の変態生せっくす公開! 出没! ナン街ック天国#011 顔面最強! 変態保育士 / 花梨ちゃん(21)@渋谷（5月18日、はめちゃん。）
- ひまり & みづき (oreco076)（6月3日、俺の素人-Z-）
- 【プラチナ級・天然美女】超モデル体型な桃Siri美容学生を彼女としてレンタル! 口説き落として本来禁止のエロ行為までヤリまくった一部始終を完全REC!! 360°全角度毎秒可愛い!! こんなナチュラル美女が、ゴム拒否・生ハメ懇願!!! 美白なスレンダラスボディを猛烈ピストンでガン突きしまくってイカせまくる!!! エロ下着コスで痴女スイッチが入ったら、ニヤニヤ小悪魔モードで責めまくる!! 見所ヌキどころ満載!!! みつきちゃん 20歳 現役美容学生（6月19日、プレステージプレミアム）
- なちゅぴ（7月1日、ギガンテス）
- みつきさん (oreco100)（7月6日、俺の素人-Z-）
- みづき (smuk114)（7月13日、素人ムクムク）
- Mちゃん（7月24日、素人ムクムク-礼ぷ-）
- みづき & ゆい（7月31日、素人ムクムク-W-）
- T137ちゃん (oreco137)（8月1日、俺の素人-Z-）
- みづき 2 (ore856)（8月2日、俺の素人）
- T・Mさん（8月2日、素人ペイペイ）
- スケベな探求心が抑えられないムッツリ優等生に中出し!! 大人しそうな見た目でアナル舐めやガチイキ連発する令和J〇の生態記録 まあたそ（8月15日、黒船）
- みぃたん（8月18日、ホームメイド）
- みづきちゃん（8月26日、ゲリラ）
- 【喘ぎ声に萌え必至! アイドル級エロゲ声優に密着】【給料明細 #11】120&ヌけるエロボイスの創り方とは?! 完全オフレコな収録現場に潜入!! スレンダーボディーに加え愛らしいルックスが魅力的!! 色々なシチュエーションで耳まで楽しめる濃厚イチャラブSEX!! みつき 22歳 アダルトアニメ声優（8月27日、DOC）
- Mちゃん (oreco167)（9月17日、俺の素人-Z-）
- 【ドスケベでエッチで淫乱theビッチのエロ界第六世代ギャルのエチョナ炸裂びっち生SEX!! 2搾精!!】令和はじまった!! 大淫乱時代の幕開けエチなるロマンスダウン!! スタイルもマインドも濃厚SEX特化型の特級エロギャル!! 煩悩祓うどころか超倍化の術!? 勃起チ○コをパクリ♪はい優勝!! / 男優のセフレ No.86 みつき 20歳 / 新世代のNEWスケベGAL!! まさにエチョナな極上美女が前のめりで生チンおかわり2NN!!（9月19日、プレステージプレミアム）
- みづき (hmdnc517)（9月26日、ハメドリネットワークSecondEdition）
- 販売員Mさん（9月26日、ゲリラ）
- みづきちゃん (spay137)（10月3日、素人ペイペイ）
- T & Hちゃん（10月4日、素人ペイペイ）
- みづき & ゆき (oreco186)（11月1日、俺の素人-Z-）
- Tちゃん 3 (oreco209)（12月13日、俺の素人-Z-）
- みづきちゃん（12月13日、ピクチン）
- 【年忘れクリスマス大乱交4P!!】【大潮吹きドビッチ美女サンタ & 天然えちえちサンタ美少女の競演!!】【性なる聖なる夜の潮吹き系ビンカン雑魚ま●こ淫乱美女とちえちド淫乱性戦!!】【ゴム無し挿入おま●こホワイトクリスマスSP】【潮吹きま●こホワイトクリスマスNNで大満足必至】【潮吹き系ビンカン雑魚ま●こホワイトクリスマスNNで大満足必至】 【美月 / 20歳 / スレンダーえちえちサンタ美少女!! 友達ビッチサンタ!】【りか / 20歳 / 元祖ぴえん系えろサンタ美女の大潮噴出!!】と中出しホワイトクリスマス4P! 一挙配信SP!!（12月17日、プレステージプレミアム）

- Tちゃん (spay167)（1月2日、素人ペイペイ）
- みつき & ゆら (spay179)（2月1日、素人ペイペイ）
- E131ちゃん & M131ちゃん（2月17日、蜃気楼）
- みづきちゃん (spay197)（3月1日、素人ペイペイ）
- みづき 3 (scute1339)（3月5日、S-Cute）
- みづきちゃん (oreco256)（3月8日、俺の素人-Z-）
- あかりちゃん & みづきちゃん (oreco269)（3月9日、俺の素人-Z-）
- みづき 2 (scute1345)（3月10日、S-Cute）
- みづき (scute1340)（3月11日、S-Cute）
- みづき (sqb199)（3月31日、シロウト急便）
- AM013ちゃん（4月28日、白昼夢）
- みづき & みいろ（5月3日、素人ペイペイ）
- きつねチア5人 (ちはる & まいな & つむぎ & みづき & みいろ)（5月3日、素人ペイペイ）
- 【性的同意なし】ナンパ→拒否られるも→ゴウインSEX! ななみ 21歳 女子大生 (カフェでバイト)（5月14日、ゴウイン）
- ちはる先生 & みづき先生 & みいろ先生 & まいな先生 & つむぎ先生 (oreco320)（5月20日、俺の素人-Z-）
- 舐めるのが大好きな可愛い女の子のエッチな素顔と授業を追った学園シリーズ第3弾。今回は男たらしのエリート校から編入してきた出席番号029番みずきちゃん。猫のように飄々としていながらも、特技は男の一本釣りと言い切ってしまうほどの大胆さと恐るべき小悪魔テクニックを併せ持つ女の子です。先生として一番大事に思うのは男を夢中にさせるような色んな面を持っているか？男たらしとピュアな面を持つみずきちゃんはまさにその通り!! デカチンフェラあり、中出しあり、の舐めたろか学園に入校してみませんか? みずきちゃん（6月15日、こりゃヌケる!）
- 【ワールドカップの奇跡が超ヤリマンJD光臨で再び蘇る!】 サッカー部員全員の性処理を担当する美少女マネージャー! 日本戦当日にスポーツバーで試合観戦→シュート炸裂テンション最高潮! 小悪魔ビッチ本領発揮 舌・乳首・チ●ポ 濃厚3点責め&ジュポフェラざんまい! ひたすらハメる野生的SEX→追撃ピストン連発→中出し & 顔射ゴーーール！合計3得点!! ＜エロい娘限定ヤリマン数珠つなぎ!! ～あなたよりエロい女性を紹介してください～ 121発目＞【みづき】（6月17日、街角シロウトナンパ）
- みずきちゃん（6月22日、舐めたろか学園）
- 見た目とギャップある清楚系美女に中出し! マスクに隠された旺盛な性欲で腰振る隠れビッチとのハメ撮り映像が流出!!（7月1日、黒船）
- 昔から知り合いの、大人になった中二病のスタイルいい可愛い女が中二病の男と良い感じに! どちらもアホですね! とくとご覧あれ! お互いの性器を触りあって挿入してしっかりセックスしてます#058 みづき / 思い出を重視してしょうもない男に引っかかる脇が甘いダメ女（7月7日、ドキュメントdeハメハメ）
- みづきちゃん (oreco379)（7月21日、俺の素人-Z-）
- みづき（7月28日、E★素人DX）
- みづき 2（7月28日、E★素人DX）
- あかり & みづき（8月2日、ゲリラ）
- 枕グラドルT（8月3日、素人ペイペイ）
- みづきちゃん (oreco444)（9月1日、俺の素人-Z-）
- ワイ専用肉便器M（9月4日、素人ペイペイ）
- ゆうか（9月7日、素人ナンパバラエティ）
- みづき (oreco479)（10月8日、俺の素人-Z-）
- 【個撮】顔面偏差値70越え_ルーソ制服白ギャル娘の流出ハメ撮り（10月14日、れいわしろうと）
- ヤマシタユウキ (oremo049)（11月4日、俺の素人-Z-）
- 【メンエス盗撮】ダメだと分かっていてもフル勃起した肉棒を見てしまったら、本番行為をせざるを得ない感情になってしまうエロセラピストと中出しSEX。#担当:みづき（11月9日、ドキュメントdeハメハメ）
- J大学リクスー女子大生M (oremo067)（11月13日、俺の素人-Z-）
- 【パパ活】なほさん(23歳) 看護師 フェラも生も嫌がる塩対応パパ活女子を…金と酒、チ●コで理解らせ、どっぷり中出し!【色白スレンダー】【美乳】（11月17日、Jackson）
- リフレの天使 M（12月3日、素人ペイペイ）
- 【個人撮影】P活で処女喪失させた美小女と奇跡の再会_ 卒業なので最後に制服姿でハメ撮り（12月10日、インディ）
- かのん (sika333)（12月27日、白完素人）

- 可愛いが故に男友達にも迫られてしまう激モテギャル【みづき/24】ヤリマンキャラなのに実はご無沙汰! 溜め込んだエッチな魂を大放出（1月26日、ドキュメントdeハメハメ）
- てんねん（2月3日、G-AREA）
- みづきちゃん（2月15日、シロウト速報）
- みづき (smuc086)（2月22日、素人ムクムク-夢中-）
- Tさん（2月28日、浮遊僧）

### イメージビデオ
天然かのん 名義
- Kanon 清楚系びっち（2020年12月3日、REbecca）

天然美月 名義
- くちびるツンととがらせて（2021年8月23日、INTEC Inc）

## 出版

### 写真集
- 天然美月写真集『僕の元カノ』（2021年8月25日、ジーウォーク、撮影：井出眞諭）ISBN 978-4-86717-211-7

### デジタル写真集
天然かのん 名義
- Kanon 清楚系びっち（2021年2月12日、REbecca）
- 宮澤正明 密会シリーズ 天然かのんとの密会 long version（2022年5月5日、Mファクトリー、撮影：宮澤正明）

天然美月 名義
- 幼な少女【グラビア写真集】 天然美月（2021年12月10日、プレステージ出版、撮影：C:TAKERU）
- 幼な少女【ヌード写真集】 天然美月（2021年12月10日、プレステージ出版、撮影：C:TAKERU）
- FLOWER 天然美月 vol.01～vol.07（2021年12月24日、ジーウォーク、撮影：井出眞諭）
- 青春＃アオハル【グラビア写真集】 天然美月（2022年6月17日、プレステージ出版、撮影：C:TAKERU）
- 青春＃アオハル 天然美月【ヌード写真集】（2022年6月17日、プレステージ出版、撮影：C:TAKERU）
- 絶対的スーパーナチュラルポーズブック 天然美月（2022年11月25日、プレステージ出版、撮影：渡辺凌）
- 絶対的スポーツポーズ集 天然美月（2023年4月7日、プレステージ出版、撮影：渡辺凌）
- 絶対的透け透けテカテカポーズブック 天然美月（2024年1月19日、プレステージ出版、撮影：渡辺凌）

## 出演

### テレビ
- ケンコバのバコバコテレビ（2020年、サンテレビ）

### 映画
- 共振（2021年、樋口慧一監督）[15]カナザワ映画祭・ゆうばり映画祭入選